# Maeracoota tridentata
Maeracoota tridentata is een vlokreeftensoort uit de familie van de Maeridae. De wetenschappelijke naam van de soort is voor het eerst geldig gepubliceerd in 1997 door Myers.